# Claudia Dammert
María Claudia Dammert Herrera (Lima, 17 de agosto de 1949-Lima, 5 de noviembre de 2017) fue una actriz y comediante en vivo peruana.

## Biografía
Hija de María Silvia Herrera Drago y Luis Dammert Muelle, nació en 1949 en el distrito de San Isidro de la ciudad de Lima. Era bisnieta de Juan Luis Dammert Amsink y de la filántropa Juana Alarco de Dammert, nieta de Francisco Dammert Alarco, sobrina del político Miguel Dammert Muelle, sobrina segunda de Eduardo Dibós Dammert y prima segunda del político y sociólogo Manuel Dammert. 
Realizó sus estudios en el Colegio Villa María y una vez graduada estudió Artes de la Comunicación en el Lindenwood College de Saint Charles, Missouri. 
Desde los años sesenta incursionó en el teatro, haciendo espectáculos en Lima, Miami, Washington D. C., La Habana, Madrid y Caracas. Se convirtió en la primera mujer en hacer unipersonales en el Perú.
Durante el gobierno militar de Juan Velasco Alvarado, montó una obra unipersonal en la cual expresaba ideas en contra de la revolución, por la cual la tomaron presa por menos de una semana.
En 1981 participó junto a Paloma San Basilio y Patxi Andión en el musical Evita producido en Madrid.
En 2000 participó en la famosa película Prueba de vida junto a Meg Ryan y Russell Crowe. Ese mismo año participó como activista política abriendo la Marcha de los Cuatro Suyos contra el gobierno de Fujimori.
Después de vivir en la sierra de Ancash durante diez años, apoyando el fortalecimiento de la identidad y cosmovisión andina con programas de radio y TV interculturales, volvió al teatro en 2009 con su unipersonal Más verde que nunca.
En teatro en 2010 participó en las obras Agosto (Condado de Osage) y Cómo vivir sin un hombre y no morir en el intento. 
A fines de 2010, Dammert, junto a otros 49 artistas peruanos, fue distinguida por su trayectoria con la Medalla de Lima en una ceremonia organizada por la Municipalidad de Lima.
En 2011 volvió a la televisión en la telenovela Lalola y participó en la película Las malas intenciones. Cerró el año 2011 con su interpretación de las dos madres de Crónica de una muerte anunciada de Gabriel García Márquez, que fue seleccionada para representar al Perú en el Festival de Teatro de Bogotá en marzo de 2012.
En 2012 presentó el unipersonal Psicomedia. El siguiente año retornó al teatro con Psicomedia ¡alto voltaje!, con el personaje de Patricia Pardo de Prado.
En 2016, participa en la obra teatral Reglas para vivir  y filma su primer protagónico  como Marialicia en la película Deliciosa fruta seca. En 2017 presenta la obra Tu madre, la Concho.
Falleció el 5 de noviembre de 2017 a los 68 años, debido a un ataque cardíaco.

## Filmografía

### Películas
- Yo hice a Roque III (1980) como Enfermera.
- Prueba de vida (2000) como Ginger.
- Cuando el cielo es azul (2005)
- Las malas intenciones (2011)
- La herencia (2015)
- Cementerio general 2 (2015)
- Deliciosa fruta seca (2016) como Marialicia (primer protagónico).
- Sobredosis de amor (2017)

### Televisión
- La fábrica (1972)
- Matrimonios y algo más (1983)
- Carmín (1984) como Liliana.
- Rosa de invierno (1988)
- Mala mujer (1991)
- Energía todo el día (1992) como presentadora.
- Lalola (2011) como Gina Calori.

## Teatro
- Evita (1981) (Madrid, España)
- El ritual de la salamandra (1982) como Evilia (Washington D. C.).
- Diamantes en almíbar (1984)
- Yo me bajo en la próxima ¿y usted? (1985)
- Coser y cantar (1986) (Washington D. C.).
- Extraño juguete (1986) como Ángela (Washington D. C.).
- Agnes de Dios (1988)
- Brujas (1991)
- La Chunga (1996) como Chunga (Washington D. C.).
- Gala en el Watergate (1997) (Washington D. C.).
- Quíntuples (1998) como Dafne, Bianca y Carlota Morrison (Washington D. C. y La Habana, Cuba).
- Claudia hace historia.... Y crea histeria (1992) (Perú, Venezuela y Cuba)
- Yo Claudia... Yo mujer
- Terapia de grupo para amargados colectivos.
- Candidaza al 2000 (2000) como Patricia Pardo de Prado.[10]
- Más verde que nunca (2009)
- Agosto (Condado de Osage) (2010) como Violeta.
- Cómo vivir sin un hombre y no morir en el intento (2010).
- La pequeña fiesta (2011)
- Crónica de una muerte anunciada (2011) como Plácida Linero y Pura Vicario.
- Lúcido (2012) como Teté.
- Psicomedia (2012) como Mani, Linda, Domi, Barbie y Martirio
- Psicomedia ¡Alto voltaje! (2013) como Patricia Pardo de Prado
- Akaloradas (2013-2014)
- Mujeres de ceniza (2015)
- Reglas para vivir (2016) como Edith
- Atrévete a ser feliz (2016)
- Tu madre, la Concho (2017)